# Holovonones compressus
Holovonones compressus is een hooiwagen uit de familie Cosmetidae.